# Linux Journal
Linux Journal — ежемесячный журнал по современным компьютерным технологиям, публикуемый компанией Belltown Media Inc. в городе Хьюстон, штат Техас. В ноябре 2017 года выпуск журнала был остановлен в связи с недостаточным финансированием.

## Описание
Основной акцент журнала уделяется популярной операционной системе Linux, а также темам по программированию, администрированию компьютерных сетей, компьютерным играм на Linux. Журнал написан как для высококвалифицированных специалистов, так и для простых любителей свободного программного обеспечения с открытым исходным кодом.
Linux Journal является первым компьютерным журналом, сосредоточенным на Linux. Первый номер журнала был опубликован в марте 1994 года Филом Хьюзом и Бобом Янгом (который, по совместительству, является одним из основателей Red Hat). Помимо материала о компьютерных технологиях, номер периодично содержал в себе интервью с Линусом Торвальдсом, создателем данной операционной системы.

## Содержание
Журнал публикует статьи обо всех уровнях разработки и использования Linux, а также статьи о программном обеспечении, работающем под управлением этой среды. К примеру: руководство о том, как писать драйвера для устройств, или о работе с GIMP — графическим редактором, часто используемом на этой операционной система. В дополнение к учебным пособиям, статьям и полезным советам, в каждый выпуск включаются обзоры популярных систем, основанных на Linux, их анализ рынка этих систем.
7 августа 2019 года было объявлено о закрытии журнала, в сентябре 2020 года Linux Journal вновь возобновил активность под управлением Slashdot Group.